# Tricholoma argyraceum

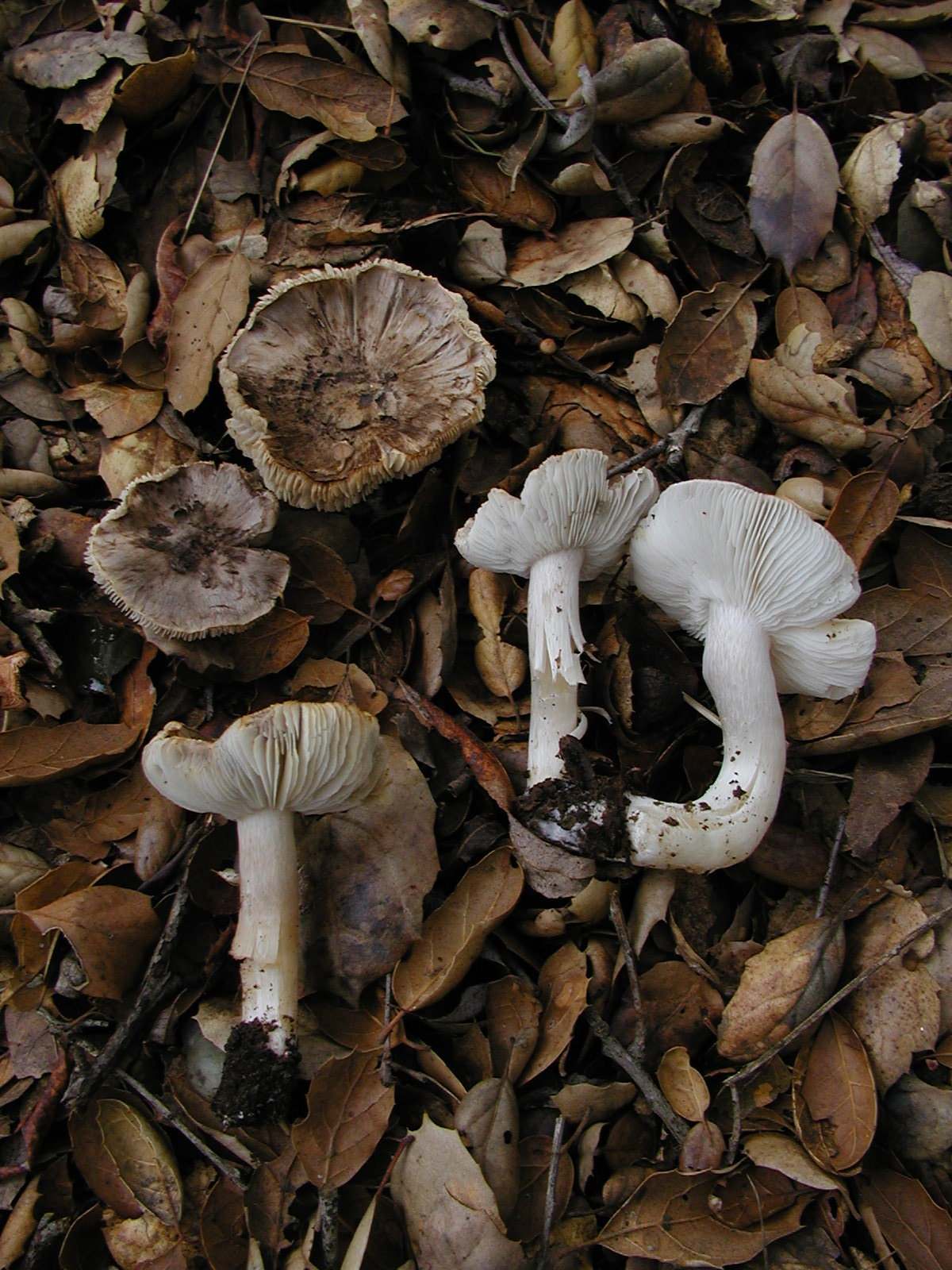

Tricholoma argyraceum (Bull.) Gillet – gatunek grzybów należący do rzędu pieczarkowców (Agaricales).

## Systematyka i nazewnictwo
Pozycja w klasyfikacji według Index Fungorum: Tricholoma, Tricholomataceae, Agaricales, Agaricomycetidae, Agaricomycetes, Agaricomycotina, Basidiomycota, Fungi.
Po raz pierwszy zdiagnozował go w 1789 r. Jean Baptiste François Bulliard, nadając mu nazwę Agaricus argyraceum. W 1878 r. Claude-Casimir Gillet przeniósł go do rodzaju Tricholoma. Ma około 20 synonimów. Niektóre z nich:
- Tricholoma argyraceum var. inocybeoides (A. Pearson) Krieglst. 1991
- Tricholoma scalpturatum var. inocybeoides (A. Pearson) Bon 1970

## Morfologia
Kapelusz
Średnica 1,5–6 cm, początkowo stożkowo-wypukły do wypukłego z wyraźnym stożkowym garbkiem i podwiniętym brzegiem, później płaskowypukły, zwykle z ostrym garbkiem i prostym brzegiem. Brzeg czasami pofałdowany i u starszych okazów pękający. Powierzchnia biała lub bardzo bladokremowa, na środku czasami z brązowymi włókienkami, które czasami zlepiają się w drobne łuski, w kierunku brzegu promieniście włókienkowata, srebrzysto lśniąca, często u starszych okazów wyraźnie żółto nabiegła, szczególnie w pobliżu brzegu. U młodych okazów występuje zasnówka, zwykle szybko zanikająca, ale czasami u dojrzałych okazów widoczna jako pajęczynowate włókienka na brzegu kapelusza.
Blaszki
W liczbie 60–80 z blaszeczkami, raczej gęste, głęboko wybrzuszone, często dochodzące do brzegu kapelusza, białe lub bardzo jasnoszare, u starszych okazów często z żółtymi lub sinymi plamami. Krawędź tej samej barwy, cała lub postrzępiona.
Trzon
Wysokość 2–5 cm, grubość 0,3–0,9 cm, cylindryczny lub zwężający się ku podstawie. Powierzchnia drobnowłókniście prążkowana, biała, czasami z odcieniami jasnoszarym w głównej części, czasami po zgnieceniu żółtawa.
Miąższ
Biały. Zapach mączny, czasami słaby, smak mączny, zjełczały.
Cechy mikroskopowe
Podstawki 21–30 × 5,0–7,0 µm, 4-zarodnikowe, bez sprzążek. Bazydiospory 4,5–6(–6,5) x 2,5–3,5 µm, Q = 1,4–2,l, wąsko podłużne z wyraźnym wyrostkiem wnęki. Cheilocystydy nieliczne lub liczne, 16,5–25,5 × 2,0–6,0 µm, pstrokate, prawie cylindryczne do maczugowatych lub butelkowate, cienkościenne. Epikutis w skórce słabo zróżnicowany, rzadko z lekką tendencją do typu trichoderma, zbudowany z wąskich, cylindrycznych strzępek15–55(–70) x 2,5–7,5(–9) µm. Subkutis w kapeluszu nie odróżniający się od tramy, złożony z elementów cylindrycznych do lekko napęczniałych, 30–95 × 5,0–13(–17) µm. W strzępkach brak pigmentu lub bladożółty, bardzo drobnoziarnisty. Skórka w trzonie zbudowana z cylindrycznych strzępek o szerokości 2–6 µm. Kaulocystyd brak lub bardzo rzadkie, 15–24 × 2,5–6 µm, cylindryczne do prawie maczugowatych lub o nieregularnym kształcie. Na strzępkach brak sprzążek.
Gatunki podobne
Tricholoma argyraceum może być bardzo trudny do odróżnienia od gąski żółknącej (Tricholoma skalpturatum) i Tricholoma inocybeoides, które makroskopowo są prawie identyczne. Ten pierwszy ma jednak szersze, bardziej elipsoidalne zarodniki, podczas gdy drugi ma słabiej rozwiniętą osłonę i nieco większe zarodniki.

## Występowanie i siedlisko
Znane jest występowanie Tricholoma argyraceum w Ameryce Północnej i Południowej, w Europie i Azji. W Europie jest szeroko rozprzestrzeniony, ale rzadki. W Polsce po raz pierwszy jego stanowiska podali w 2023 r. Anna Kujawa i inni. Aktualne stanowiska podaje także internetowy atlas grzybów. Znajduje się w nim na liście gatunków zagrożonych i wartych objęcia ochroną.
Naziemny grzyb mykoryzowy. Tworzy ektomykoryzę z drzewami liściastymi (grab, topola, brzoza, dąb, lipa) w parkach i lasach na bogatej w składniki odżywcze glebie piaszczystej lub gliniastej.